# Said Musa
Said Wilbert Musa (19 de março de 1944) é um advogado e político do Belize. Ocupou o cargo de primeiro-ministro desse país desde 28 de agosto de 1998 a 8 de fevereiro de 2008, tendo sido sucedido por Dean Barrow.

## Vida
Musa nasceu em San Ignacio, o quarto filho de Hamid e Aurora Musa. Estes têm raízes palestinas. Ele foi para a Escola Primária de Saint Andrew em San Ignacio e depois para o ensino médio no St. Michael's College na cidade de Belize. Mais tarde, ele frequentou o sexto ano do St. John's College. Ele então estudou direito na Universidade de Manchester, no Reino Unido. Em 1966 graduou-se com honras. No ano seguinte voltou a Belize, onde trabalhou primeiro como promotor e depois como advogado particular.

Musa ingressou no People's United Party (PUP) sob George Cadle Price e foi eleito para a primeira Assembleia Nacional independente de Belize em 1981. Foi Advogado-Geral e Ministro do Desenvolvimento Económico entre 1981 e 1984, e Ministro dos Negócios Estrangeiros e da Educação entre 1989 e 1993. Nos primeiros anos após a independência, ele também foi membro do comitê que redigiu a constituição de Belize e da delegação que tratou da determinação final das fronteiras entre Belize e Guatemala. Em 1996, Musa assumiu o cargo de líder partidário do PUP e o levou às vitórias nas eleições gerais de 1998 e 2003.